# Late Show with David Letterman

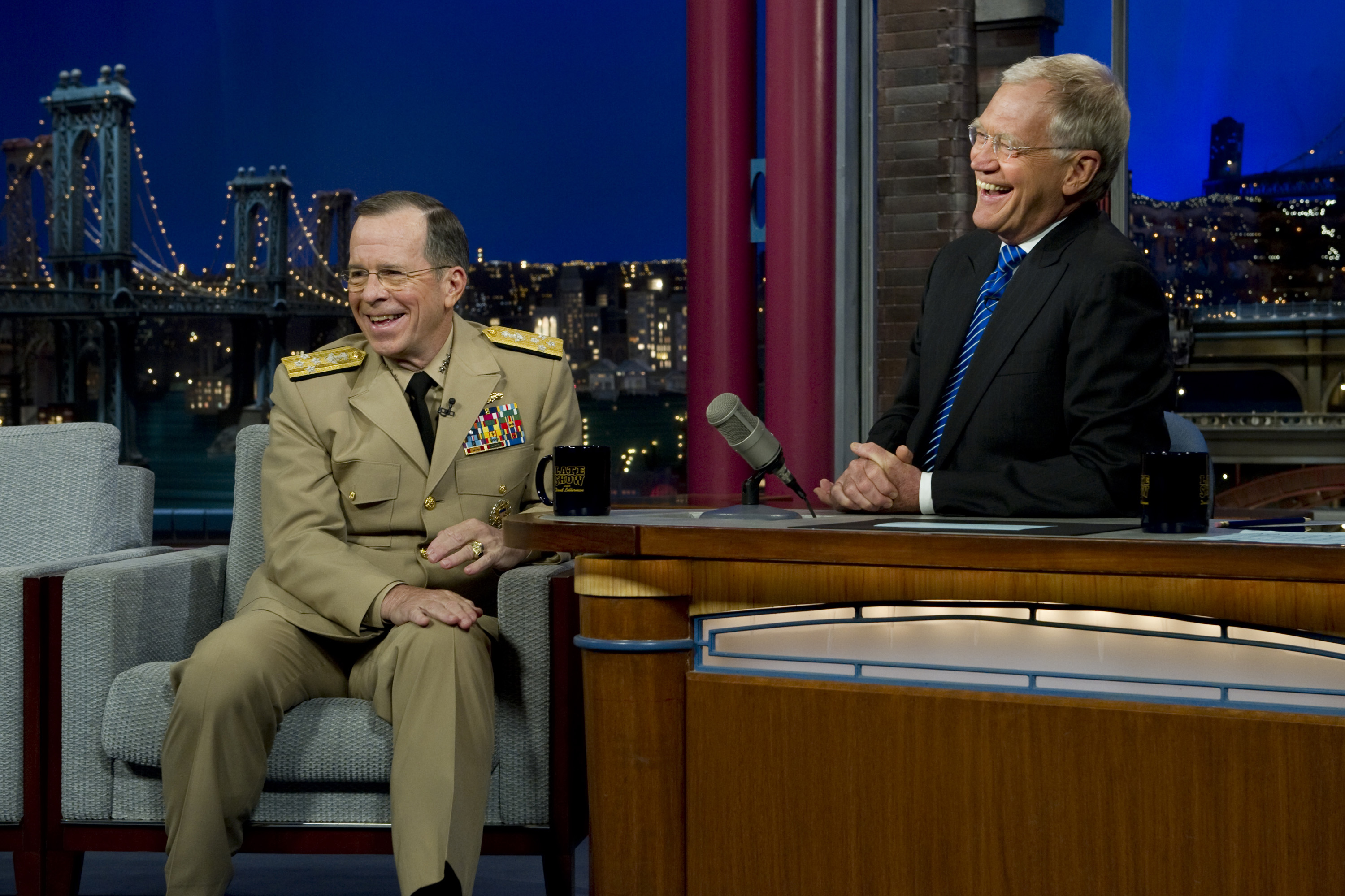
David Letterman (rechts) mit Michael G. Mullen

Die Late Show with David Letterman war eine einstündige Late-Night-Show, die jeden Abend in der Woche von CBS aus dem Ed Sullivan Theater am Broadway in New York City ausgestrahlt wurde. Sie wurde moderiert von David Letterman und produziert von Lettermans Produktionsfirma Worldwide Pants. Bandleader und Sidekick war Paul Shaffer. Die Ansagen machte Alan Kalter, der 1995 Bill Wendell ersetzte. Bereits zuvor war Letterman von 1982 bis 1993 der Moderator der Show Late Night with David Letterman auf NBC. 
Die Show wurde in den USA um 23:35 Uhr EST ausgestrahlt, wurde jedoch schon gegen 16:30 Uhr aufgezeichnet. Im September 2013 wurde die Sendung bis Ende 2015 verlängert, was David Letterman zum längsten Late-Night-Moderator Amerikas machte. Nach der Sendung am 20. Mai 2015 ging Letterman in den Ruhestand. Sein Nachfolger ist  Stephen Colbert.
In Deutschland wurde die Sendung 1994 bei Premiere ausgestrahlt und von Mai 1995 bis ins Jahr 1996 bei RTL Zwei, jeweils am Folgetag und im Originalton, zum Teil untertitelt.

## Produktion

### Episoden-Struktur

Ed Sullivan Theater in New York City

Frühere Sendungen begannen mit einem Teaser, den Letterman zusammen mit einem Prominenten spielte. Dieser Brauch wurde im Sommer 2006 wieder eingeführt.
Der Vorspann bestand aus einigen Aufnahmen von New York City und der Showband, welche die Titelmusik spielte. Danach kündigte Ansager Alan Kalter die Gäste der Sendung, Paul Shaffer und als letztes David Letterman an.
Der erste typische Teil der Late-Night-Show, der Monolog, bezog sich meistens auf aktuelle Ereignisse aus Popkultur und Politik. Nach der aktuellen Top Ten List und einigen Running Gags, begann der Talkteil, in dem Interviews mit zwei bis drei Gästen geführt werden. Zwischendurch traten oft Musiker oder Stand-up-Comedians auf.

### Regelmäßige Sketche
Die Late Show war bekannt für ihre wiederholt absurden Beiträge, oft in der Form von Wettbewerben oder Beiträgen des Publikums. Der Reiz daran war, dass die Beiträge eigentlich sinnlos waren, von Letterman und allen Beteiligten jedoch sehr ernst genommen wurden.